# Graham Boase
Graham Boase, född 12 oktober 1941, är en australisk friidrottare. Han deltog vid olympiska sommarspelen 1964.